# Vasos Apol·linars

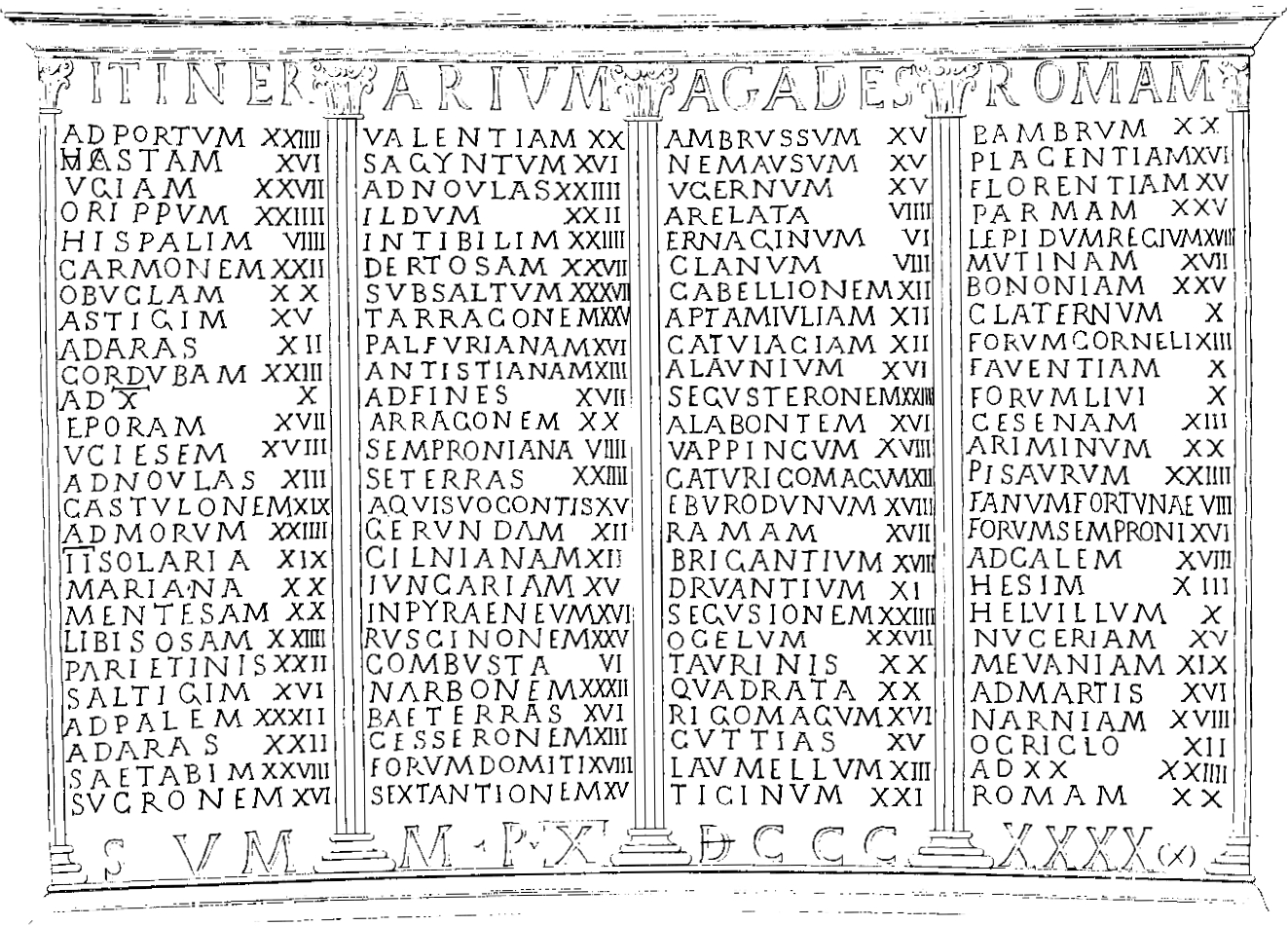
Taula I de La stipe tributata alle divinità delle Acque Apollinari de Vicarello

Els vasos Apol·linars o vasos de Vicarello són quatre copes de plata, tres d'elles trobades el 1852 i la quarta el 1863 a les aigües termals d'Aquae Apollinares, a Vicarello Bracciano al Llac de Bracciano. Daten del segle i dC, són de forma cilíndrica i porten gravat a l'exterior la ruta per terra des de Gades (Cadis) fins a Roma (Itinerarium Gaditanum), amb indicacions de les estacions intermèdies, les diverses (mansiones) i les seves distàncies. Aquests vasos constitueixen una de les fonts més precises per a la coneixença de la Via Domitia.
Els vasos alts de 95-115 mm tenen forma de Fita mil·liària i porten gravats a quatre columnes les 104 estacions entre Gades i Roma en un total de 1840 milles romanes (2.723,2 quilòmetres).
Els vasos foren descobertes el 1852 quan es va enderrocar l'antic balneari Vicarello per construir-ne un de més modern. Les restes es trobaren dins de l'esquerda de la roca de la qual flueixen les aigües termals. En realitat, el que es trobà fou un veritable "tresor", compost per prop de 5.000 monedes de bronze d'origen grec, etrusc i romà (entre ells 400 kg d'aes rude), 34 vasos (3 d'or, 25 de plata, 6 de bronze), 12 dels quals porten gravats, incloent-hi els que presentaven amb precisió la ruta gaditana, i diversos objectes de metall, incloent-hi alguns plats, estatuetes de bronze i altres materials.
Es creu que el material era part d'un dipòsit votiu constituït pels regals que els pacients que acudiren a les aigües termals d'Aquae Apollinares sacrificaven al déu protector del lloc (Apol·lo).
La presència dels vasos gravats amb la ruta gaditana plantejà diverses incògnites. De fet, els vasos no semblaven tenir cap relació amb el déu protector a qui anava destinat el dipòsit, i d'altra banda l'itinerari gravat no passava per Vicarello, però arribava a roma per la via Flaminia, passant per Narnia (Narni) i Ocriculum (Otricoli), a una dotzena de quilòmetres a l'est. Una hipòtesi afirma que els vasos podrien haver estat donats pels mercaders gaditans a Apol·lo, com agraïment per un viatge profitós. Aquesta hipòtesi no explica per què els mercaders utilitzaren un itinerari de 2.500 km, en comptes de seguir la ruta de la seva mercaderia per mar fins a arribar a Roma, molt més curta i ràpida. Una segona hipòtesi afirma que els vasos foren donats pels mercaders gaditans a un noble senador romà, Lucio Iunio Cesennio Peto (parent de l'emperador Domicià que tenia una vil·la al municipi de Vicarello), i que posteriorment, el senador hauria donat els quatre vasos com a ofrena a les deïtats protectores del lloc.
La major part d'aquest tresor de Vicarello (per exemple els vasos) es conserva, en gran part al Museu Nacional de Roma, mentre que part del material numismàtic es troba als Museus Vaticans, (la part que inicialment anà al Museu kircherià fou posteriorment enviada al Museu Nacional de Roma). Es considera probable que moltes peces de material numismàtic, fossin robades en el moment del descobriment.